# Aéroport de George
Pour les articles homonymes, voir GRJ.
L'aéroport de George, (code IATA : GRJ • code OACI : FAGG) est un aéroport domestique desservant la ville de George (Afrique du Sud) située dans la province du Cap-Occidental, à 432 km à l'est du Cap et à 330 km à l'ouest de Port Elizabeth.
L'aéroport est situé à 8 km à l'ouest de la ville. 
Inauguré en 1977, il porta le nom de "Pieter Botha Airport" jusqu'en 1995.

## Situation
'
| Bloemfontein Mthatha Skukuza Richards Bay Polokwane/Pietersburg Pietermaritzburg Prétoria-Wonderboom Ulundi Upington Pilanesberg Le Cap Phalaborwa Port Elizabeth Kruger Mpumalanga Kimberley Mala Mala Durban George Plettenberg · Bay Hoedspruit Jo'bourg-Lanséria Jo'bourg-OR Tambo East London |

Carte statique des aéroports d'Afrique du Sud.Carte dynamique des aéroports d'Afrique du Sud.

## Statistiques
Pour des raisons techniques, il est temporairement impossible d'afficher le graphique qui aurait dû être présenté ici.

Voir la requête brute et les sources sur Wikidata.

### Impact de la pandémie de Covid-19
Pour des raisons techniques, il est temporairement impossible d'afficher le graphique qui aurait dû être présenté ici.

Voir la requête brute et les sources sur Wikidata.

## Compagnies et destinations
| Compagnies | Destinations                                                                 |
| ---------- | ---------------------------------------------------------------------------- |
| Airlink    | Johannesbourg OR Tambo, Le Cap                                               |
| CemAir     | Bloemfontein-Bram Fischer, Durban-King Shaka, Johannesbourg OR Tambo, Le Cap |
| FlySafair  | Johannesbourg OR Tambo                                                       |

Édité le 19/06/2020  Actualisé le 20/11/2023